# Chloe Levins
Chloe Levins (* 24. April 1998 in Elmira) ist eine US-amerikanische Skilangläuferin und Biathletin.

## Leben und Herkunft
Chloe Levins wuchs in Rutland, Vermont auf und startet für Rutland Senior HS.

## Karriere
In der Saison 2012/13 gab Chloe Levins ihr Debüt im Biathlon-NorAm-Cup. In Lake Placid erreichte sie hinter Claude Godbout und vor Danielle Bean ihre erste Podiumsplatzierung in der kontinentalen Rennserie Nordamerikas. 2012 startete Levins bei den Staatsmeisterschaften im Skilanglauf von Vermont, wo sie 27. über 5000 Meter wurde. Ihre besten Resultate bei den Biathlon-Juniorenweltmeisterschaften 2015 in Minsk waren der 18. Platz im Sprintrennen und der 12. Rang mit der Staffel. Im Januar 2016 belegte sie bei den Biathlon-Juniorenweltmeisterschaften in Cheile Grădiștei den 72. Platz im Einzel, den 65. Rang im Sprint und den 16. Platz mit der Staffel. Im folgenden Monat kam sie bei den Olympischen Jugend-Winterspielen 2016 in Lillehammer auf den 22. Platz im Sprint und auf den vierten Platz bei der anschließenden Verfolgung.

## Statistik

### Platzierungen im Biathlon-Weltcup
Die Tabelle zeigt alle Platzierungen (je nach Austragungsjahr einschließlich Olympische Spiele und Weltmeisterschaften).
- 1.–3. Platz: Anzahl der Podiumsplatzierungen
- Top 10: Anzahl der Platzierungen unter den ersten zehn (einschließlich Podium)
- Punkteränge: Anzahl der Platzierungen innerhalb der Punkteränge (einschließlich Podium und Top 10)
- Starts: Anzahl gelaufener Rennen in der jeweiligen Disziplin
- Staffel: inklusive Mixed- und Single-Mixed-Staffeln

| Platzierung              | Einzel | Sprint | Verfolgung | Massenstart | Staffel | Gesamt |
| ------------------------ | ------ | ------ | ---------- | ----------- | ------- | ------ |
| 1. Platz                 |        |        |            |             |         |        |
| 2. Platz                 |        |        |            |             |         |        |
| 3. Platz                 |        |        |            |             |         |        |
| Top 10                   |        |        |            |             |         |        |
| Punkteränge              |        |        |            |             |         |        |
| Starts                   | 1      | 1      |            |             |         | 2      |
| Stand: 31. Dezember 2021 |        |        |            |             |         |        |

### Weltmeisterschaften
| Weltmeisterschaft | Weltmeisterschaft | Einzel | Sprint | Verfolgung | Massenstart | Staffel | Mixedstaffel | Single-Mixedstaffel |
| Jahr              | Ort               | Einzel | Sprint | Verfolgung | Massenstart | Staffel | Mixedstaffel | Single-Mixedstaffel |
| ----------------- | ----------------- | ------ | ------ | ---------- | ----------- | ------- | ------------ | ------------------- |
| 2021              | Pokljuka          | 73.    | –      | –          | –           | –       | –            | –                   |